# Angier
Angier est une ville américaine située dans le comté de Harnett dans l’État de Caroline du Nord.
En 2006, sa population était de 4 350 habitants.

## Démographie
| 1910 | 1920 | 1930 | 1940  | 1950  | 1960  |
| ---- | ---- | ---- | ----- | ----- | ----- |
| 221  | 374  | 760  | 1 028 | 1 182 | 1 249 |

| 1970  | 1980  | 1990  | 2000  | 2010  | - |
| ----- | ----- | ----- | ----- | ----- | - |
| 1 431 | 1 709 | 2 235 | 3 419 | 4 350 | - |

## Traduction
- (en) Cet article est partiellement ou en totalité issu de l’article de Wikipédia en anglais intitulé « Angier, North Carolina » (voir la liste des auteurs).

1. ↑  (en) « Statistiques des États-Unis - Caroline du nord - Profils des communautés de 2010 » (consulté en novembre 2020)